# Minolta 7000

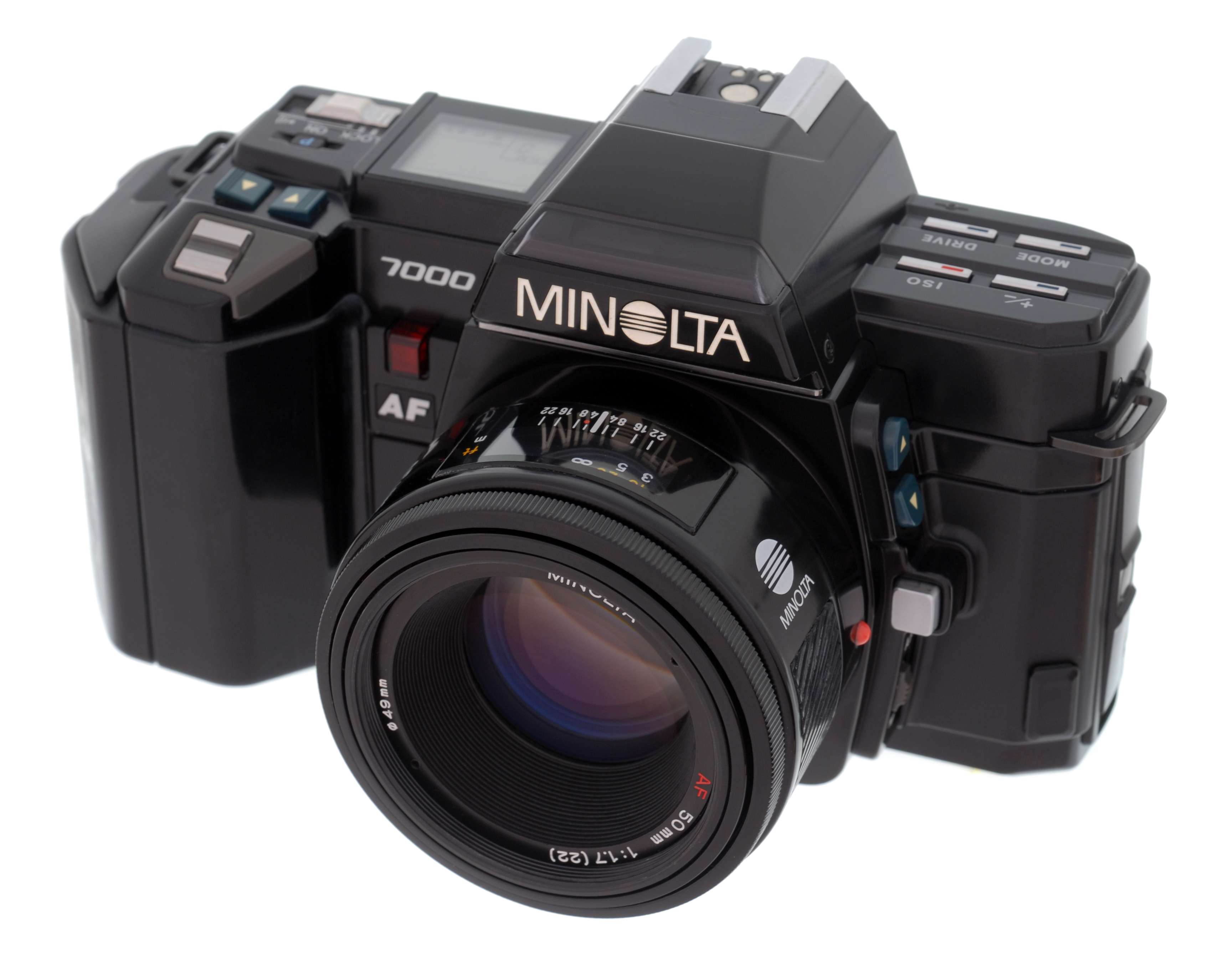
Minolta 7000 AF mit Normalobjektiv 1,7/50 mm

Minolta brachte im Januar 1985 mit der Minolta 7000 AF (in den USA: Minolta Maxxum 7000 AF, in Japan: Minolta α-7000) die erste Spiegelreflexkamera mit einem vollständig im Gehäuse integrierten Autofokus-System auf den Markt. Die gesamte Technik der Kamera wird von verschiedenen Mikroprozessoren gesteuert. Man sprach damals vom Sputnik-Schock der Photoindustrie.

## Merkmale und Ausstattung
Als weitere wichtige Merkmale sind die automatische Multiprogrammwahl, Programm-Shift, ein zentral für alle Funktionsinformationen zuständiges LCD, eine Steuerungsverbindung zwischen Kamera und Objektiv mit 5 Kontakten bzw. zwischen Kamera und den Programm-Blitzgeräten mit 3 Zusatzkontakten sowie weitreichendes Zubehör zu erwähnen.
Für die neuen AF-Objektive mit integriertem ROM-IC wurde das A-Bajonett eingeführt; zusammen mit der Minolta 7000 AF stellte Minolta zwölf neue Autofokus-Objektive vor; das Objektivprogramm wurde danach kontinuierlich ausgebaut.
Für Minolta bedeutete die Einführung des neuen Bajonetts eine Zäsur: Knapp drei Jahrzehnte lang, seit der Einführung der SR-2 im Jahr 1958, Minoltas erster Spiegelreflex-Kamera, hatte das Unternehmen am SR-Bajonett festgehalten. Auch an die X-Serie (X 300, X 500, X 700), Minoltas letzte Serie an Spiegelreflex-Kameras mit manuellem Fokus, passten noch die ältesten Objektive. Mit Einführung des A-Bajonetts jedoch änderte sich das Auflagemaß von 43,50 mm auf 44,50 mm; vom fehlenden Autofokus einmal abgesehen, war es damit technisch unmöglich geworden, die alten Objektive mit der 7000 zu benutzen. Anders hat die Einführung des Autofokus-Systems zum Beispiel Nikon gelöst, das am gewohnten Bajonett festhielt. Für eine Übergangszeit bot Minolta daher einen Adapter an, damit die Fotografen bei einem Umstieg vom MF- auf das neue AF-System nicht auf einen Schlag alle Objektive neu kaufen mussten, sondern ihre alten Ausrüstungen zunächst weiternutzen konnten. Schönheitsfehler dabei: Der Adapter war zugleich ein Telekonverter, der alle Brennweiten verdoppelte, was bei Spezialobjektiven wie Fisheyes wenig hilfreich war.
Dennoch stand das A-Bajonett in den folgenden Jahren gleichfalls für Kontinuität: Auch die letzten Digital-Spiegelreflexkameras, die unter dem neuen Firmennamen Konica-Minolta auf den Markt kamen, hatten noch dieses Bajonett. Mittlerweile wurde es von Sony übernommen, das die Kamerasparte von Konica-Minolta mit der Alpha-Serie fortführte und bis 2020 am A-Bajonett festhielt.
Die Minolta 7000 erhielt die Auszeichnungen "Kamera des Jahres 1985" in Europa und war  Gewinner des "Grand Prix '85" in Japan.

## AF-Modellreihe
Die Kamera gehört – neben der Minolta 9000 und der Minolta 5000 – zur AF-Serie und damit zur ersten Generation von Autofokuskameras; die Bezeichnung Dynax wurde in Deutschland erst mit der i-Serie (1988 ff.) eingeführt; in den USA wurde bereits die AF-Serie unter der Produktbezeichnung Maxxum vermarktet.